# Török István (nagybirtokos)
Enyingi báró Török István (1564 – 1618. június 3.) pápai főkapitány, nagybirtokos főúr. Az enyingi báró Török család utolsó férfi tagja.

## Élete
Enyingi Török Ferenc és guthi Országh Borbála fia. Három felesége volt (Rauber Katalin, Tapolcsányi Ilona és gersei Pethő Margit), de gyermeke egyiktől sem született, vele férfiágon kihalt az enyingi Török-család. Az enyingi Török-család erdélyi ágának kihalta (1607) után az ottani családi birtokokra is igényt formált, majd unokatestvére leányával Török Katalinnal kiegyezvén csak Debrecent vette át, a birtokok egy részét meghagyta unokahúga kezén, egy részét pedig elzálogosította a későbbi erdélyi fejedelemnek, Bethlen Gábornak. A Bocskai-szabadságharc idején a Habsburg-ház híve maradt, Nagyvázsony várát Bocskai csapataitól visszavette, amiért őt azt erdélyi országgyűlés hűtlennek nyilvánította. 1618-ban történt halála után Debrecen gazdag városa és a Török-család palotája az erdélyi fejedelem birtoka lett, magyarországi birtokait (Diósgyőr, Sirok, Pápa, Tata, Vitány, Gesztes) pedig nővére házassága révén a Nyáry-család tagjai örökölték meg.[forrás?]